# Lūlūhar
Lūlūhar (persiska: لولوهر) är en ort i Iran.   Den ligger i provinsen Hamadan, i den nordvästra delen av landet, 300 km sydväst om huvudstaden Teheran. Lūlūhar ligger 1 665 meter över havet och antalet invånare är 780.
Terrängen runt Lūlūhar är kuperad västerut, men österut är den platt.Runt Lūlūhar är det ganska tätbefolkat, med 104 invånare per kvadratkilometer. Närmaste större samhälle är Nahāvand, 15,7 km sydväst om Lūlūhar. Trakten runt Lūlūhar består i huvudsak av gräsmarker.